# 香川県道197号財田まんのう線
香川県道197号財田まんのう線（かがわけんどう197ごう さいたまんのうせん）は、香川県三豊市から仲多度郡まんのう町にいたる一般県道である。

## 概要

### 路線データ
- 起点：三豊市財田町財田上（追上橋西交差点、国道32号交点）
- 終点：仲多度郡まんのう町長尾（国道438号交点、香川県道46号長尾丸亀線起点）
- 総延長：9.8 km

## 歴史
- 1958年（昭和33年） - 昭和33年香川県告示第520号（表89）により、県道財田満濃線として認定。
- 2006年（平成18年）3月20日 - 満濃町廃止、まんのう町発足に伴い、名称を財田まんのう線に変更。

## 路線状況

### 道路施設

#### 橋梁
- 満濃大橋（土器川）

## 地理

### 通過する自治体
- 三豊市
- 仲多度郡まんのう町

### 交差する道路
| 交差する道路                     | 市町村名 | 市町村名   | 交差する場所 | 交差する場所          |
| -------------------------------- | -------- | ---------- | ------------ | --------------------- |
| 国道32号 国道319号 重複          | 三豊市   | 三豊市     | 財田町財田上 | 追上橋西交差点 / 起点 |
| 香川県道・徳島県道4号丸亀三好線  | 仲多度郡 | まんのう町 | 七箇         |                       |
| 香川県道200号まんのう善通寺線    | 仲多度郡 | まんのう町 | 真野         |                       |
| 香川県道190号炭所東琴平線        | 仲多度郡 | まんのう町 | 吉野         |                       |
| 香川県道199号炭所西善通寺線      | 仲多度郡 | まんのう町 | 吉野         |                       |
| 国道438号 香川県道46号長尾丸亀線 | 仲多度郡 | まんのう町 | 長尾         | 終点                  |

### 交差する鉄道
- 土讃線

### 沿線
- かりんの丘公園